# コンパイル (企業)
株式会社コンパイル（英: COMPILE Corporation）は、かつて存在した日本のゲームソフト開発会社。
仁井谷正充によって設立されたコンピューターゲームの制作会社であり、1990年代に落ち物パズルゲーム『ぷよぷよ』で一世を風靡したことで知られる。キャッチコピーは「の〜みそ コネコネ コンパイル」。
創業は1982年で場所は広島県広島市南区大須賀町。後に広島県佐伯郡大野町（現・廿日市市）を経て埼玉県所沢市に移転する。
放漫経営が祟り1998年に経営破綻、2002年に解散、2004年に破産廃止し、企業としては消滅した。
経営破綻後及び法人格消滅後に知的財産権(IP)を受け継いだ企業や、人的な意味でコンパイルの流れを汲む会社については、#関連企業の節を参照。

## 沿革

### 会社設立
1982年、広島電鉄社員だった仁井谷正充が、コンピューターソフトの開発・情報誌の企画などを行うベンチャー企業として設立。古くはセガの下請けでの作品開発や移植、コンシューマゲーム機への移植やゲーム開発を行なった。1983年に『BEE&FLOWER』を開発した際は、「真紅ソフト」というブランド名を使ったが、以後は使用されていない。
「COMPILE」の由来は、コンピューター用語のCOMPILER(編集者)の動詞で編集するという意味。ビデオゲームにとどまらず、ビジュアル、音楽、出版など、将来はなんでも編集や作成のできる会社になりたいという目標から名付けられた。
1980年代中盤には、『ザナック』『アレスタ』など良質なシューティングゲームで名を馳せ、1988年に発刊したMSX向けの『ディスクステーション』はディスクマガジンとして13年に渡ってリリースされた。またユーザーに対しては会員誌コンパイルクラブで情報提供を行っていた。

### ぷよぷよによる躍進
テトリスの世界的大ヒットにより、1990年代はコラムスやDr.マリオなど、落ち物パズルゲームが全盛であった中で1992年にアーケード版が発表された『ぷよぷよ』がヒットし、メガドライブやスーパーファミコンなどの家庭用ゲーム機に移植されたこともあり、予想を遥かに超えた大ヒット作品となった。その後のぷよぷよシリーズの展開に関してはぷよぷよシリーズ#21世紀のシリーズ展開も参照のこと。

### 急激な拡大路線による経営悪化
コンパイルはぷよぷよシリーズで得た収益を原資に事業規模を拡大させていった。
関連商品としては、ぷよぷよブームに乗じて、カーバンクルなどゲームに関連したキャラクターグッズや、広島名物のもみじ饅頭を基に作った「ぷよまん」などの販売を「元祖ぷよまん本舗」という店で行っていた。また、ももも通販という通信販売も展開していた。
1995年にはオートバイチーム「コンパイルレーシングYAMAHA」を結成し、全日本ロードレース選手権にプライベーターとして参入（1998年和議申請の際に解散）。レースクイーンのコスチュームが同社のキャラクターである「カーバンクル」を模した、黄色を主体とした派手なものだった。
1996年に行った自社の全日本ぷよ協会主催のイベント「全日本ぷよマスターズ」では幕張メッセに18,000人を集めるなど、ユーザーとの親和を図るイベントも積極的に展開し、1997年3月期には売上高約69億円を計上した。イベントではコンパイルサポートアソシエーションがユーザーをサポーターとして活用していた。このほかにも、全国24ヵ所をめぐるツアー形式の『ぷよぷよ』対戦イベント「ばよえ～んツアー」も行われていた。
1997年ごろ、仁井谷は「これからはディスクの時代だ」と発言している。その真意は不明だが、この時期、任天堂系ゲーム機向けのぷよぷよシリーズを一部外注に委ねるなどしている。
さらに、仁井谷自身も幕張メッセ付近にテーマパーク「ぷよぷよランド」を建設する計画を進めており、その一環として大量の新入社員を採用した。
新社屋に移転して本社を拡大したほか、韓国にも関連企業コンパイルコリアを設立するなど、会社規模を急激に拡大していった。コンピュータソフト関連のメーカーということもあり、地元である広島県では「注目のITベンチャー企業」として頻繁に報道された。
その一方で、この時点のコンパイルは本業のコンピュータゲーム制作では『ぷよぷよ』シリーズ以外に目立った看板商品が無く、その『ぷよぷよ』も仁井谷が思い描いた会社の急激な規模拡大を支えきれるほどのものではなかった。特に大ヒットとなった『ぷよぷよ通』の続編としてリリースした『ぷよぷよSUN』が想定に反してユーザーの支持を得られなかった。
さらに、ビジネスソフト分野への進出も目論んで開発を行ったグループウェア『パワーアクティ』の開発費高騰、企業規模にそぐわない人材の大量採用とそれに伴い行われた広島市中心部での数度にわたる本社移転による人件費・不動産費の増大、過剰な宣伝広告費などの事業拡大路線の反動により、1997年度下半期から急激に資金面で経営を圧迫し始めた。
そして、1997年の年末商戦に投入する大型タイトルとして予定されていたセガサターン向けの『わくわくぷよぷよダンジョン』が開発難航により1998年春期に発売延期したことと、同年1月に『パワーアクティ』の販売開始とそれに伴う販促イベントを敢行したことにより、いよいよ資金繰りに行き詰まり始めた。

### 和議による規模縮小
資金面で窮した仁井谷は親密だったセガへ相談したところ、「『ぷよぷよ』シリーズの知的財産権を担保として10億円を融資する。権利は買い戻し可能」との条件が出される。「急場をしのげればいい」と深く考えず、1998年2月、知的財産権の譲渡を決めた（知的財産権は2015年4月以降はセガホールディングスが保有）。手にした資金の大半は、社員へのボーナス払いで消えた。同年3月末には決済の約2億円の手形への目処が立てられず、同年3月18日に広島地方裁判所への和議を申請し1度目の経営破綻をする。負債総額は約75億円でこれは当時の日本のゲーム業界において過去最大だった。申請後に大量の新卒者の内定取り消しおよび大々的な社員の解雇を実施した。
『わくわくぷよぷよダンジョン』は和議申請前に完成したものの、発売は和議申請前には間に合わず、セガの全面的な協力を得て同年4月2日に発売された。その後、同年12月14日に和議申請は受理された。

### 経営再建の失敗
和議成立後のコンパイルは、本社を広島市中心部から郊外部の佐伯郡大野町（現・廿日市市）の食品工場跡地に移転。また、この和議に際して、債務圧縮のために債権の一部放棄を受けると共に、セガからコンパイルに対して2002年8月まで『ぷよぷよ』の使用許可が与えられたが、和議申請と共に元従業員や関係先などの発言や情報から一連の無謀な経営や社内の問題ある実態が次々と露呈し、いわゆるワンマン社長として知られていた仁井谷の対外的信用が失墜したことや、社内システムの建て直しも不首尾に終わったことから往時の勢いを戻すことは叶わず、最後まで『ぷよぷよ』に代わる新しいコンテンツを生み出すことができなかった。また、仁井谷は株式上場に備えて数億円の内部留保を蓄えていたが、これも和議ではき出し、手元には数百万円だけが残った。
後に広島から撤退し、東京都内に残存していた東京事務所を移転集約する形で本社を埼玉県所沢市小手指町に移転。企業規模も縮小を続け、所沢への移転後は実質的にマンションの地下の1フロアに収まるほどになっていた。
関連グッズを販売していた「元祖ぷよまん本舗」は最後まで残った宮島口店が2002年1月27日に、広島駅新幹線口名店街店が2002年2月5日に閉店となり、これをもって常設の実店舗はすべて営業終了となった。その後も楽天市場内のオンラインショップは営業を続けたが、2003年2月17日にサービス終了した。
2002年8月末には『ぷよぷよ』シリーズの知的財産権の使用権を失い、関連商品の販売が不可能となった。同月にタイトーとの業務提携により新たな落ち物パズル『ポチッとにゃ〜』の製作を発表するも、その後、12月8日付で会社解散し活動停止。直後の12月25日付で本社を東京都台東区に移転した。2003年11月6日には東京地方裁判所より破産宣告され再び経営破綻した。この時点での負債総額は約54億円であった。
2004年2月17日、費用不足のため破産廃止。その旨の登記が同年5月12日付でなされ、株式会社コンパイルの法人格は消滅した。

## 歴史
- 1982年4月7日 - 広島市南区大須賀町17番5-210号に株式会社コンパイルを設立。
- 1983年7月15日 - 家庭用ゲームソフト事業に参入。
- 1986年9月1日 - 東京事務所を設置。
- 1990年12月21日 - メガドライブ用ソフト『武者アレスタ』を開発し、東亜プランより発売される。
- 1991年9月 - 広島市東区光町の寺岡ビルに開発室を移転。
- 1992年10月 - 業務用ゲーム『ぷよぷよ』を稼働。
- 1994年
  - 4月 - 広島市南区京橋町のアスティ広島京橋ビルディングに本社・開発室を開設。
  - 9月 - 業務用ゲームとして『ぷよぷよ通』を発売。
- 1995年7月 - 東京都目黒区下目黒の目黒ナレッジプラザ（現・パスコ目黒さくらビル）に東京支社を開設。
- 1996年
  - 2月23日 - 家庭用ゲームとしてメガCD用ソフト『シャドウラン』を発売。
  - 3月18日 - 同社の子会社である株式会社仁井谷プロダクションを設立[注釈 8]。
  - 4月3日 - 韓国京畿道にて韓国法人である「コンパイルコリア」を設立。
  - 12月 - 業務用ゲーム『ぷよぷよSUN』を発売。
- 1997年4月7日 - 広島市南区稲荷町の広島稲荷町第一生命ビルディングに本社を移転。
- 1998年
  - 3月18日 - 広島地方裁判所への和議を申請し1度目の経営破綻。
  - 4月 - 開発室を広島市南区段原南一丁目3番53号（広島イーストビル オフィス棟）に移転。
  - 6月 - 本社・開発室を広島県佐伯郡大野町（現・廿日市市）沖塩屋一丁目9番16号に移転。
- 1999年3月4日 - 家庭用ゲームとしてドリームキャスト用ソフト『ぷよぷよ〜ん』を開発し、セガより発売。
- 2000年12月21日 - 家庭用ゲームとしてPlayStation用ソフト『ぷよぷよBOX』を発売。
- 2001年
  - 11月29日 - 家庭用ゲームとしてPlayStation用ソフト『ザナック×ザナック』を発売し、携帯型ゲームとしてゲームボーイアドバンス用ソフト『ぐるロジチャンプ』を発売。
  - 12月24日 - 東京事務所を閉設。
- 2002年
  - 4月7日 - 本社を埼玉県所沢市小手指町一丁目21番13号に移転。
  - 8月 - 東京支社を閉設。同月末で『ぷよぷよ』シリーズの知的財産権の使用許可の取り消し。
  - 12月8日 - 解散。
  - 12月25日 - 本社を東京都台東区東上野四丁目17番7号に移転。
- 2003年11月6日 - 東京地方裁判所から破産宣告され再び経営破綻。
- 2004年
  - 2月17日 - 東京地方裁判所より破産廃止。
  - 5月12日 - 法人格の消滅。

## 代表作
公式サイトも参照。

### シューティングゲーム
- ザナックシリーズ
  1. ザナック（ポニーより販売）
  2. ザナックEX
  3. ZANACxZANAC
- アレスタシリーズ
  1. アレスタ
  2. アレスタ外伝
  3. アレスタ2
  4. 武者アレスタ（東亜プランより販売）
  5. GGアレスタ
  6. スーパーアレスタ（東宝より販売）
  7. 電忍アレスタ
  8. GGアレスタII
- BADRUGAシリーズ
  1. ファイナルジャスティス
  2. ガーディック
  3. ガーディック外伝（アイレムより販売）
  4. ブラスターバーン
  5. ガルケーブ（MSX版：ポニーより販売、SG-1000版：セガより販売）
- メガロポリスSOS
- アクアポリスSOS
- テグザー（MSX版移植担当：ゲームアーツより販売）
- R-TYPE（セガ・マークIII版移植担当：セガより販売）
- ゼビウス ファードラウト伝説（ナムコより販売）
- GUNHED（ハドソンより販売）
- ガンナック（トンキンハウスより販売）
- 精霊戦士スプリガン（ナグザットより販売）
- スプリガン mark2（ナグザットより販売）
- シルフィア（トンキンハウスより販売）

### アクションゲーム
- ロードランナーシリーズ（MSX版移植担当：ソニーより販売）
  1. ロードランナー
  2. ロードランナーII
  3. チャンピオンシップロードランナー
- 窓ふき会社のスイングくん
- C-So!
- ハッスルチューミー
- ゴジラくん（東宝より販売）
- 魔界島 七つの島大冒険（MSX2版移植担当：カプコンより販売）

### ロールプレイングゲーム
- 魔王ゴルベリアスシリーズ
  1. 魔王ゴルベリアス
  2. 真魔王ゴルベリアス
- 魔導物語シリーズ
- クルセーダー（ポニーキャニオンより販売）
- ロマンシア（ファミコン版移植担当：東京書籍より販売）
- サイバーナイト（トンキンハウスより販売）

### 落ち物ゲーム
- ゴルビーのパイプライン大作戦
- ぷよぷよシリーズ（バンプレスト、NECグループ、CSK総合研究所（現・CRI・ミドルウェア）、SNKなどからも発売）

### テーブルゲーム
- ルナーボール（ポニーより販売）
- エイリアンクラッシュ（ナグザットより販売）
- デビルクラッシュ（ナグザットより販売）
- 邪鬼破壊（ジャキクラッシュ）（ナグザットより販売）

### ディスクマガジン
- ディスクステーション
- ピーチアップ[12]

18禁ブランド・もものきはうすより発売。MSX2向けのアダルトゲームオンリーのディスクマガジン。

### ビジネスソフト
- POWER ACTY win95 コンパイル CD-ROM ※パーソナルパックと導入パックの2種類有

登録メンバーのスケジュール把握やメンバー同士のメールなど、ビジネスでの効率アップを目的とした、中小零細企業向けのグループウェア。実用一辺倒ではなく、ゲーム会社らしい「あそびごころ」も含まれていた。

## 主な所属した人物

### 代表取締役
- 仁井谷正充（MOO仁井谷） 創業者・プログラマー

### 企画・プログラマー
- 広野隆行（じぇみに広野） - 企画・プログラマー
- 新谷憲司 (LUNARIAN) - 企画・プログラマー
- 石丸忠（WAO ISEE） - 企画・プログラマー
- 藤島聡（PAC） - 企画・プログラマー
- 水田浩司 - プログラマー
- 吉中圭二 - プログラマー
- たつき・けい - プログラマー
- 佐藤隊長 - プログラマー
- オカリナ惣一郎 - プログラマー
- 風になりたい - プログラマー
- 米光一成 - 企画
- 弓恭羅 - 企画・プロデューサー
- 河野上和廣 - 取締役・企画・営業・司会
- 北出和彦 - 企画・営業・司会・北出マン
- 谷田貴史 - 企画・ディレクション
- ガッツ中松 - 企画・ディレクション
- 正廣康伸 - 取締役・企画・ディレクション・あざらし君
- 北野不凡 - 企画・ディレクション

### デザイン
- 寺本耕二（JANUS寺本） - グラフィック
- 頼近直純（YORIKI） - グラフィック
- 氷樹むう - グラフィック
- 平健次郎 - グラフィック
- 高本伸一郎 - グラフィック
- 森田健吾 - デザイナー
- 小玉浩樹 - デザイナー
- 壱 - イラスト、キャラクターデザイン
- 村長さわ - イラスト、キャラクターデザイン
- 高島俊介 - イラスト、キャラクターデザイン
- 戸部淑 - イラスト、キャラクターデザイン
- 渡辺孝行（ケロル） - 企画・グラフィック・ディレクション
- 龍王院弘 - 企画・デザイナー
- みふづかつかさ - イラスト、キャラクターデザイン
- ねこにゃん - イラスト、キャラクターデザイン
- 沢渡寿三郎 - イラスト、キャラクターデザイン
- 弓弦之助 - イラスト、デザイナー
- 酒井明美 - イラスト、デザイナー
- 島崎亜矢 - イラスト、デザイナー
- 岡崎隆一（HOMME） - コンパイルクラブ・コンパイルニュース

### サウンドコンポーザー
- 宮本昌知 (MIYAMO)
- SHIN-KUN
- PAZZ
- YASUE SANTO
- あたらし（アタラシ日記）
- 塚本雅信 (MATS)
- 井上志鈍 (SYDON)
- 迫田敏明
- 竹内啓史 (TAKEUCHI)
- J.T.S
- OZONO
- EDDY
- 多部博之 (BETA)
- 長尾英之助
- 大矢知恵（今未PON）
- 南智紀 (BA.M)
- 田中勝己 - 取締役・歌手・作曲・営業
- 嶋崎聡 (SINEWAVE)
- 松島剛史
- 山崎信明 (TAISHOW)
- 大成康二
- 永井一明 (PRO SUGAR)
- 石川修 (kaos)
- 芳賀敬太 (KATE)
- 他一名（真野誠）
- 多和田吉宏 (Jolly T)
- 324
- 高本誠一
- 青木諒
- 吉田順一 (Zuniti)
- 永田大祐
- 林康
- 今野茂治
- 川嶋文明
- Chihiro Arisaka
- 沼田出穂
- STONE HEADS
- RED
- コモエスタ東戸塚

### 退社後に著名な活動をしたクリエイター
- 山藤武志 - 株式会社スティング代表取締役
- 米光一成 - 立命館大学映像学部教授。
- 迫田敏明 - 音楽家。
- 竹内啓史 - 作曲家。
- 外山雄一 - テクノソフト出身のプログラマー。元エイティング取締役。現在、タイトー開発本部室所属。
- 武内崇 - TYPE-MOON代表。有限会社ノーツ代表取締役。
- 芳賀敬太 - TYPE-MOON所属サウンドディレクター。
- 單気筒 - 現在はこにしひろしの名で活動 イラストレーター
- 谷口行規 - ユークス創業者で代表取締役社長。
- ねこにゃん - イラストレーター
- 弥穏 - 現在は輪くすさが / 唖采弦二の名で活動 イラストレーター他
- エナミカツミ - イラストレーター
- 戸部淑 - イラストレーター
- ゆきみ - イラストレーター
- むらさき朱 - 漫画家
- 三家本礼 - 漫画家
- 貴島煉瓦 - 漫画家
- 佐藤両々 - 漫画家。退社後、コンパイルをモデルとしたゲーム会社を描く『そこぬけRPG』を連載。

## 関連企業

### セガ
1998年3月よりぷよぷよシリーズ全般の知的財産権・営業権を引き継いだ会社。2015年4月1日付で、知的財産権・営業権はセガホールディングスが、開発・製造・販売はセガとセガ・インタラクティブがそれぞれ承継している。

### アイキ
コンパイルの破産宣告と前後して同社のメンバーにより新会社として有限会社アイキが設立され、倒産後の『ぷよぷよ』シリーズを除いたコンピュータゲーム関連の知的財産権・営業権は同社に引き継がれ、仁井谷もアイキに合流した。コンパイルが発行していたコンパイルクラブを引き継ぎ、COMクラブを発行していた。また『ポチッとにゃ〜』は紆余曲折を経てアイキが製作を引き継いで、アーケード版はエイブルとビスコによるMulti Video Systemへの移植協力によりタイトーから、PlayStation 2版はバンダイから発売されることになり、その他ジー・モードとの提携により過去のコンパイル作品の携帯電話アプリ版の製作も行っていた。そのアイキも経営が芳しくなかったのか2007年に破産廃止した。

### D4エンタープライズ
かつてコンパイルおよびアイキが所有していたゲームコンテンツの知的財産権は既にセガへ譲渡されていた『ぷよぷよ』シリーズを除いて、2005年11月にD4エンタープライズに商標が継承されており、同社が運営するデジタルコンテンツ配信事業の一環として、旧コンパイルのゲームソフトを扱うサイトとして、ウェブサイト「コンパイルステーション」や「プロジェクトEGG」などでゲームコンテンツが配信されている。その他、2006年のぷよまん販売騒動があったり、EGG MUSICから「田中勝己RARE TRACKS」「魔導物語音楽館 RETURNS PLUS」をリリースする。また同時期にイラストレーター壱による新たな形の『魔導物語』のコミックを発表し『魔導物語』や『ZANAC × ZANAC』の復刻販売も開始した。
2010年10月28日には後述のコンパイルハートと業務提携を行う。

### コンパイルハート
2006年、元データイースト社員の桑名真吾によって、アイディアファクトリー株式会社の関連子会社としてコンパイルを社名に冠したコンパイルハートが設立され、仁井谷が開発の監修を行うとして旧コンパイルのキャッチコピーを冠したパズルゲーム『のーみそコネコネパズル たころん（発表当時の仮題）』が発表されたが、2006年12月5日に仁井谷との監修契約解除が発表され、それと同時期に同作も『のーコネパズル たころん』へと改題されている。仁井谷との関係解消後、『アガレスト戦記』『超次元ゲイム ネプテューヌ』などコンパイルのIPに頼らない独自の展開を行っていく。
2010年、コンパイルハートはD4エンタープライズより旧コンパイル作品にまつわるコンシューマの営業権を取得し「旧コンパイルの版権を活かした展開を行う」との発表を行った。そして、2013年にはコンパイルの代表作のひとつであった『魔導物語』シリーズの最新作として、キャラクターを一新した『〜聖魔導物語〜』を発売した。
なお、同社の公式サイトでは2016年度末頃まで旧コンパイルのロゴがコンパイルハートのロゴと並んで表記されていた。

### M2
取得時期は不明だが、2018年にゲーム関連企画記事webサイト「電ファミニコゲーマー」が公開した記事の中で、『アレスタ』シリーズのIPを持っている事を公にしている。

### 元社員によって設立された企業
- レボ・リューション - 企画本部長を務めた河野上和廣により設立された、企画・プロデュースを行う会社[20]。
- スティング - サウンドコンポーザーを務めた山藤武志により1989年に設立。また米光一成、迫田敏明もコンパイル退社後に所属し、同社を代表するタイトル『バロック』を手がけている。また、両氏取締役を務めた。
- ユークス - 元大阪開発室長の谷口行規により1993年に設立。
- TYPE-MOON（有限会社ノーツ） - グラフィッカーを務めた武内崇が1999年に設立。
- ソフトファクトリー - 元社員の北野不凡により1999年に設立。2020年に廃業。
- すたじおみりす - 元社員の紅涙妖魔により設立[21]。2007年に解散。
- マイルストーン - 元社員の木村拓史により2003年に設立。プログラム・企画・音楽・グラフィック担当者も元コンパイル社員が中核。ぷよぷよフィーバーのDS版も制作。2014年事業停止。
- エンター - 元社員の石丸忠により設立。『ぷよぷよフィーバー』の開発を一部請負う。
- コンパイル丸 - 創業者で元代表取締役の仁井谷正充により2016年に設立。

### 元社員が関わる企業
- アリカ - 元カプコン社員の西谷亮により設立。元コンパイル社員の一部が移籍。
- エイティング - PCエンジン・メガドライブ用シューティングゲームの開発に携わったスタッフの一部が移籍。
- インティ・クリエイツ - 會津卓也により代表取締役社長を務めているた会社。元コンパイル社員の松島剛史が移籍。
- グッド・フィール - 元コナミ社員の梅崎重治が設立。元コンパイル社員の一部が移籍。
- ケイブ - かつて自社作品の発売を担当した旧東亜プランを前身とする会社。元コンパイル社員の一部が移籍。
- アトラス - 新宿区の旧法人を設立された会社。元コンパイル社員の渡辺孝行が移籍。

## 個人活動
2011年1月にはファンによるイベントが開催され、北出和彦（北出マン）、やなせなつみ、小沢ミナコのラジオコンパイルパーソナリティーがイベントの司会を勤めた。
さらに翌月、長い間公から姿を消していた仁井谷正充がTwitter上に現れ、また、Twitterには、多くの元コンパイル社員が登録している。2011年6月16日には、iTunesで田中勝己（Minus Attack名義）の新曲が発売されるなど、当時の関係者の対外的な活動が徐々に見られる様になっている。